# Tercio de Andaluces

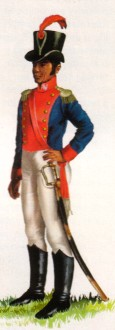
Uniforme del Tercio de Andaluces.

El Tercio de andaluces o Batallón de Voluntarios Urbanos de los Cuatro Reinos de Andalucía (reinos de Jaén, Córdoba, Sevilla y Granada) fue una unidad miliciana de infantería creada en 1806 con voluntarios nacidos en Andalucía residentes en Buenos Aires. Fue creado luego de la primera de las Invasiones Inglesas al virreinato del Río de la Plata, el 8 de octubre de 1806. Una vez producida la Revolución de Mayo, fue elevado a regimiento, desapareciendo el 30 de diciembre de 1811, al ser unido al Regimiento N.º 3 de Infantería.

## Invasiones Inglesas
Estaba integrado por 8 compañías de 55 hombres cada una.
El 8 de octubre de 1806 el virrey Rafael de Sobremonte expidió los títulos de nombramiento de sus oficiales:
- 1° Comandante: José Merelo
- 2° Comandante: Agustín de Orta y Azamor
- Sargento mayor: Damián de Castro
- Ayudante: Francisco Cañete
- Capellán: Juan José del Río
- Capitanes al mando de las ocho compañías: José Rivero, Alonso Ramos, Juan Estor, José Olza, Francisco de Paula Marzan, Sebastián López, Tomás de Salas y Cristóbal Pérez Vejarano.
- Abanderados: Domingo Iznardi y Juan de Sierra

Los integrantes del batallón comenzaron a percibir sueldo desde el 1 de febrero de 1807.
El 3 de febrero de 1807 las fuerzas inglesas asaltaron y tomaron la ciudad de Montevideo. Soldados del Tercio de Andaluces se hallaban entre sus defensores, al mando del comandante Miguel Tejada.
Durante el ataque británico a Buenos Aires del 4 de julio de 1807, el Tercio de Andaluces integró la División del Centro (Bandera blanca). El día 5 varias de sus compañías apostadas en la calle de la iglesia de San Miguel (actual Suipacha) logran hacer rendir a un regimiento británico con casi 140 hombres.
En una relación fechada el 6 de abril de 1808 el comandante Merelo dio la composición del batallón:
- 1° Compañía:
  - Capitán: José Francisco Rivero
  - Teniente: Manuel Puche
  - Subteniente: José Cañete
- 2° Compañía:
  - Capitán: Alonso José Ramos
  - Teniente: Francisco Moreno (remplazado por Javier de Igarzabal el 21 de mayo de 1807, y por José Rosende el 7 de septiembre de 1807)
  - Subteniente: José Rosende (remplazado el 7 de septiembre de 1807 por Juan de Sierra)
- 3° Compañía:
  - Capitán: Juan Estor
  - Teniente: Manuel Larios
  - Subteniente: José Rubio (remplazado el 21 de mayo de 1807 por José Santibáñez)
- 4° Compañía:
  - Capitán: José Olza (remplazado el 31 de agosto de 1807 por José Fernández)
  - Teniente: José Fernández (remplazado el 13 de octubre de 1807 por Félix de Uriarte)
  - Subteniente: Félix de Uriarte (remplazado el 1 de enero de 1808 por Pedro Ysmardi)
- 5° Compañía:
  - Capitán: Francisco Marzán
  - Teniente: Francisco Reyna
  - Subteniente: Manuel Arribarzagal
- 6° Compañía:
  - Capitán: Sebastián López
  - Teniente: José López
  - Subteniente: Juan Manzano
- 7° Compañía:
  - Capitán: Tomás de Salas
  - Teniente: Domingo Guerra
  - Subteniente: Rufino Elizalde
- 8° Compañía:
  - Capitán: Cristóbal Bejarano
  - Teniente: José Cailleau
  - Subteniente: Javier de Igarzabal (remplazado por Manuel Gómez y Santos el 9 de junio de 1807)

## Reconocimiento real
El 13 de enero de 1809 la Junta Suprema de Sevilla dispuso en nombre del rey premiar a los oficiales de los distintos cuerpos milicianos de Buenos Aires reconociendo los grados militares que se les había otorgado:

CUERPO DE ANDALUCES.

Grado de Teniente Coronel.—A los Comandantes don José Merelo y don Agustin Orta y Azamor.

De Capitán.—A los Capitanes don José Rivero, don José Alonso Ramos, don Juan Estor, don José Olza, don Francisco Marzan, don Sebastian Lopez, don Tomás Salas y don Cristóbal Vejarano.

De Teniente.—A los Tenientes don Manuel Fernandez Puche, don Francisco Igarzabal, don Manuel Larrios, don José Fernandez, don Francisco Reina, don José Lopez, don Domingo Guerra, don José Cailleau, y al Ayudante don Francisco Cañete.

De Subteniente.—A los Subtenientes don José Cañete, don José Rosende, don José Santibañez, don Félix Uriarte, don Manuel Arribalzaga, don Juan Manzano, don Rufino Elizalde, don Manuel Gomez de Santos, y á los abanderados don Domingo Iznardi y don Juan de Sierra.

## Asonada de Álzaga
Durante la asonada del 1 de enero de 1809 comandada por Martín de Álzaga (asonada de Álzaga), el tercio estuvo entre las unidades que sostuvieron al virrey Santiago de Liniers, por lo que el 11 de septiembre de 1809, el nuevo virrey Baltasar Hidalgo de Cisneros, mediante una providencia reorganizó los cuerpos urbanos de Buenos Aires manteniendo al Batallón de Andaluces:

Artículo 1.º: Que los Cuerpos Urbanos que se hallan a sueldo, se reduzcan a cinco batallones, formándose dos de ellos con los tres que ahora tiene el Cuerpo de Patricios; otro del Cuerpo de montañeses, otro del de andaluces y otro del de arribeños; cada batallón constará de nueve compañías, inclusa la de granaderos, con la fuerza efectiva que les estaba señalada, y sus Planas Mayores, un Comandante, un Sargento Mayor, dos Ayudantes íd., dos Abanderados, un Capellán, un Cirujano, un Tambor y dos Pífanos.

Artículo 2.º: Un batallón de Granaderos, de seis compañías, con igual fuerza en ellas que las anteriores y la misma Plana Mayor.

Los cuerpos que quedaron fueron numerados, otorgándose el N.º 5 al de Andaluces.

## Alto Perú
Para sofocar las revueltas de Chuquisaca y La Paz, el virrey Cisneros envió desde Buenos Aires un contingente al mando de Vicente Nieto y del coronel de marina José de Córdoba, que partió el 4 de octubre de 1809. Fueron organizadas tres divisiones con veteranos del Regimiento Fijo de Infantería, Dragones y de Artillería, junto con una compañía de marina y otras de patricios, arribeños, montañeses, andaluces y artilleros de la Unión. Al llegar al Alto Perú, no hizo falta que entraran en combate.
Producida la Revolución de Mayo, Nieto formó el Cuerpo de Voluntarios del Rey con la compañía de andaluces y la de montañeses.

(...) y ciento y cinquenta en dos compañias llamados de voluntarios del Rey que antes eran de montañeses, y andaluces, y de quienes tengo gran confianzas, así pr qe sus Oficiales son veneméritos, y amantes a su Rey, como pr qe su Tropa, qe se alla en buena disciplina ha manifestado ser de sentimientos mui diversos de los qe tenían los Patricios, y Arribeños (...)
Carta de Vicente Nieto a Gutiérrez de la Concha

Con las dos compañías del Fijo formó las compañías veteranas del Real Borbón. En marzo de 1810 ambos cuerpos formaron el Batallón Fernando VII unido al ejército Real del Perú, que combatió en las batallas de Huaqui, Tucumán y Salta y cuyos restos se fusionaron a principios de 1815 con el Batallón de Milicias Provinciales de Potosí.
En el año 1817 José de la Serna realizó profundas reformas en el ejército realista del Alto Perú, reorganizando en Santa Cruz de la Sierra con cuadros veteranos el Regimiento Fernando VII, parte del cual al mando de Francisco Javier Aguilera quedó subordinado a Pedro Antonio Olañeta hasta 1825, y otra parte combatió bajo el mando de José Carratalá en la batalla de Ayacucho

## Regimiento
El 29 de mayo de 1810 la Primera Junta organizó por decreto las unidades, elevando a regimientos a los batallones existentes:

Los Batallones Militares existentes se elevarán a regimiento con la fuerza efectiva de 1.116 plazas, reservado la Junta proveer separadamente sobre el arreglo de la caballería y artillería volante.

Regimiento N.º 5 de Infantería se formó en base al Batallón de Andaluces.
En 1810 dos compañías del Regimiento N.º 5 integraron la primera expedición auxiliadora al Alto Perú, conformando lo que luego se denominaría Ejército del Norte. Como regimiento recibió su bautismo de fuego el 27 de octubre de 1810, en el Combate de Cotagaita.

## Aumento de efectivos y disolución
En junio de 1810 la Primera Junta dispuso que el coronel Domingo French conformara compañías patrióticas para engrosar los regimientos. Esas compañías se integraron al Regimiento N.º 5, que pasó a denominarse Regimiento América N.º 5 al mando de French.
Durante el Motín de las Trenzas protagonizado por el Regimiento de Patricios, el regimiento al mando del coronel Domingo French contribuyó a sofocar la sublevación el 7 de diciembre de 1811, habiendo también entre los sublevados algunos granaderos del Regimiento N.º 5.
El 30 de diciembre de 1811 esta unidad pasó a integrar el Regimiento N.º 3 de Infantería, desapareciendo durante el período de la guerra de independencia el uso del N.º 5.